# 依禅
依禅（波斯語：‎，īšān，ešon，維吾爾語：ئىشان‎）也作“伊山”，是中亚及新疆穆斯林对苏菲派首领的一种尊称，在波斯语中，‎意为“他们”、“怹”。这个称呼可能起源自纳格什班迪教团，其第五代首领大依禅和卓麦赫杜姆·阿扎姆，他于1533年亲自到喀什、叶尔羌等地传教，对新疆的诸苏菲派影响深远。因此在中亚及新疆，苏菲派也被称作“依禅派”，主要包括白山派、黑山派、嘎迪林耶派等。塔什库尔干信仰伊斯玛仪派的中国塔吉克族也尊称其宗教首领为依禅。
苏联的中亚及哈萨克斯坦穆斯林信仰管理局（САДУМ）创始人之一依禅·巴巴汗·本·阿卜杜马吉德汗同样拥有依禅头衔。
目前，纳格什班迪教團的首领仍称哈兹拉特·依禅（波斯語：‎，即“大依禅”、“圣者依禅”），现任首领萨义德·拉菲伊尔·达基克（Sayyid Raphael Dakik）为哈兹拉特·依禅十四世。